# Retable de Saint-Job
Le Retable de Saint-Job (en italien Pala di San Giobbe) est une peinture à l'huile sur bois (471 × 258 cm) de Giovanni Bellini, datée vers 1487 et conservée aux Gallerie dell'Accademia de Venise.

## Histoire
Le retable, considéré comme une pierre angulaire de la période de maturité de l'artiste, a été peint pour le deuxième autel à droite de l'église San Giobbe à Venise.
L'œuvre est une sorte de réponse au Retable de San Cassiano d'Antonello de Messine (1475-1476 ), dont elle assimile les nouveautés et propose d'autres stimuli. Elle est immédiatement devenue l'une des plus renommées de Bellini et est déjà mentionnée dans le De Urbe Sito de Sabellicus (1487-1491).
La datation de l'œuvre n'est pas certaine et, à part quelques voix isolées (comme Luigi Coletti qui la date de 1470-1475), tous les historiens de l'art ont tendance à la situer en 1487 ou, au plus tard, en 1500. Jacopo Sansovino dans l'un de ses écrits de 1581 écrit que l'œuvre de San Giobbe était le premier retable à l'huile de Giovanni, ce qui placerait la datation plus proche de celle d'Antonello. Malheureusement, il n'y a aucune preuve à partir des œuvres documentées de ces années : les toiles que Giovanni a peintes à partir de 1479 pour le Palais des Doges sont en effet perdues.

## Description et style
L'œuvre est une Conversation sacrée : autour du haut trône de marbre de Marie avec l'Enfant, aux pieds duquel se trouvent trois anges musiciens, six saints sont disposés symétriquement, trois de chaque côté : à gauche les saints François, Jean-Baptiste et Job, à droite les saints Dominique, Sébastien et Louis d'Anjou. Les saints ont été repris et imités pendant des décennies : saint François, par exemple, apparaît presque identique dans le Retable de Castelfranco de Giorgione.
La partie la plus extraordinaire est constituée par la voûte à caissons qui introduit de manière perspective la composition sacrée, avec des piliers sur les côtés, qui sont les mêmes que ceux réels de l'autel d'origine. La niche profonde et ombrée en arrière-plan élargit l'espace autour du groupe sacré, à l'ombre d'un dôme recouvert de mosaïques dorées dans le style vénitien le plus typique. Il s'agit donc d'une extension virtuelle de l'espace réel de la nef, avec des figures à la fois monumentales et chaleureusement humaines, grâce au riche mélange chromatique. La lumière se répercute sur les détails, capturée par les mosaïques ou les instruments de musique des anges.
Marie est représentée isolée et absorbée dans sa majesté, avec un Enfant très similaire dans les traits du visage à celui de la Vierge Contarini, également à l'Académie, et l'héritage byzantin est encore perceptible dans le détachement emblématique de la divinité, ce qui la rend mystérieuse et inaccessible.

## Analyse
Cette œuvre marque une mutation décisive chez Bellini en réaction à la venue d'Antonio de Messine et à son Pala de San Cassiano. La Sainte Conversation occupe un seul panneau où l'architecture amplifie la proposition de Piero della Francesca (Pala de Brera, 1479). Chez celui-ci, l'abside avait une rigueur mathématique, philosophique et humaniste ; chez Bellini, l'essentiel tient à l'ampleur de la construction qui glorifie la Vierge grâce à un trône harmonieux dominé par une mosaïque vénéto-byzantine. La distribution des personnages est symétrique, mais subtilement différenciée et animée, en particulier grâce à l'accélération vers le centre inférieur des rouges et des contrastes colorés ; Le groupe des anges musiciens prend une valeur nouvelle, témoignant presque plus de l'engouement vénitien pour la musique et les concerts que de l'harmonie céleste. Bellini fonde ici les bases d'un classicisme digne de celui des Ombriens et que Giorgione approfondira par la suite.

## Galerie d'images

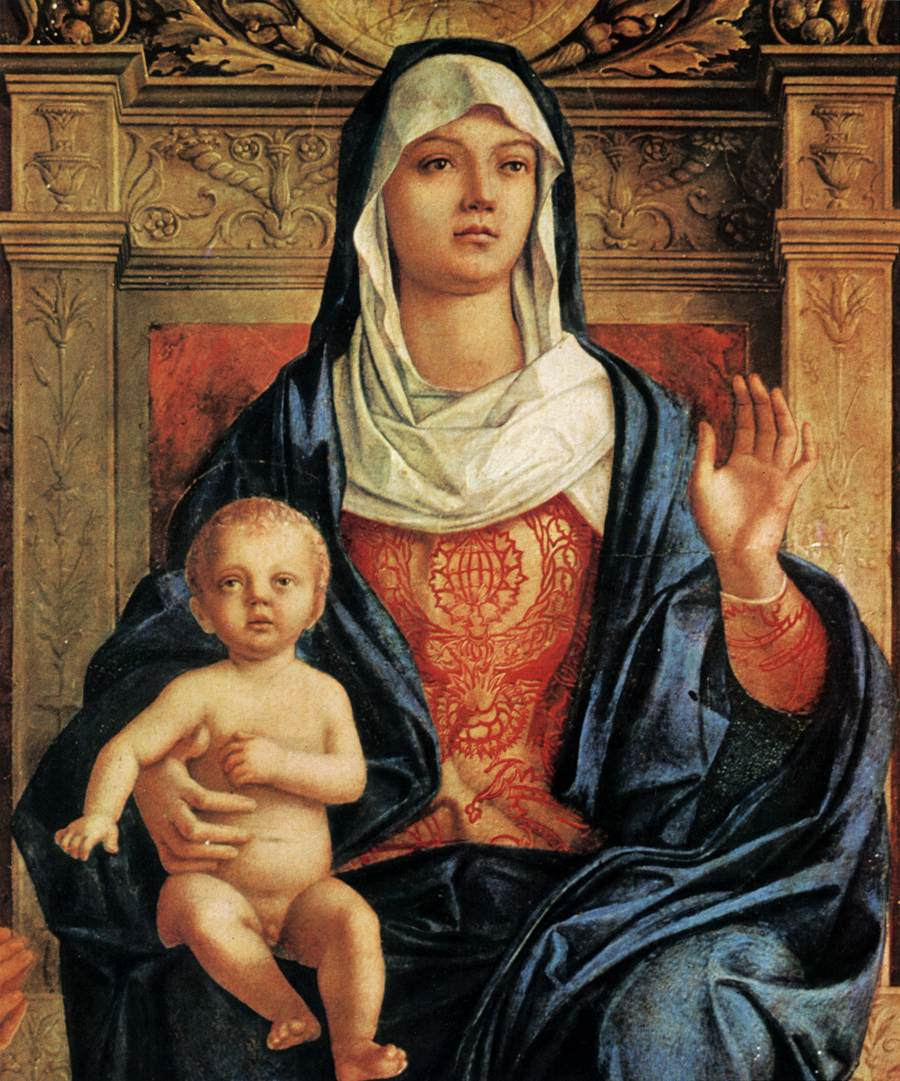
La Vierge et l'Enfant.
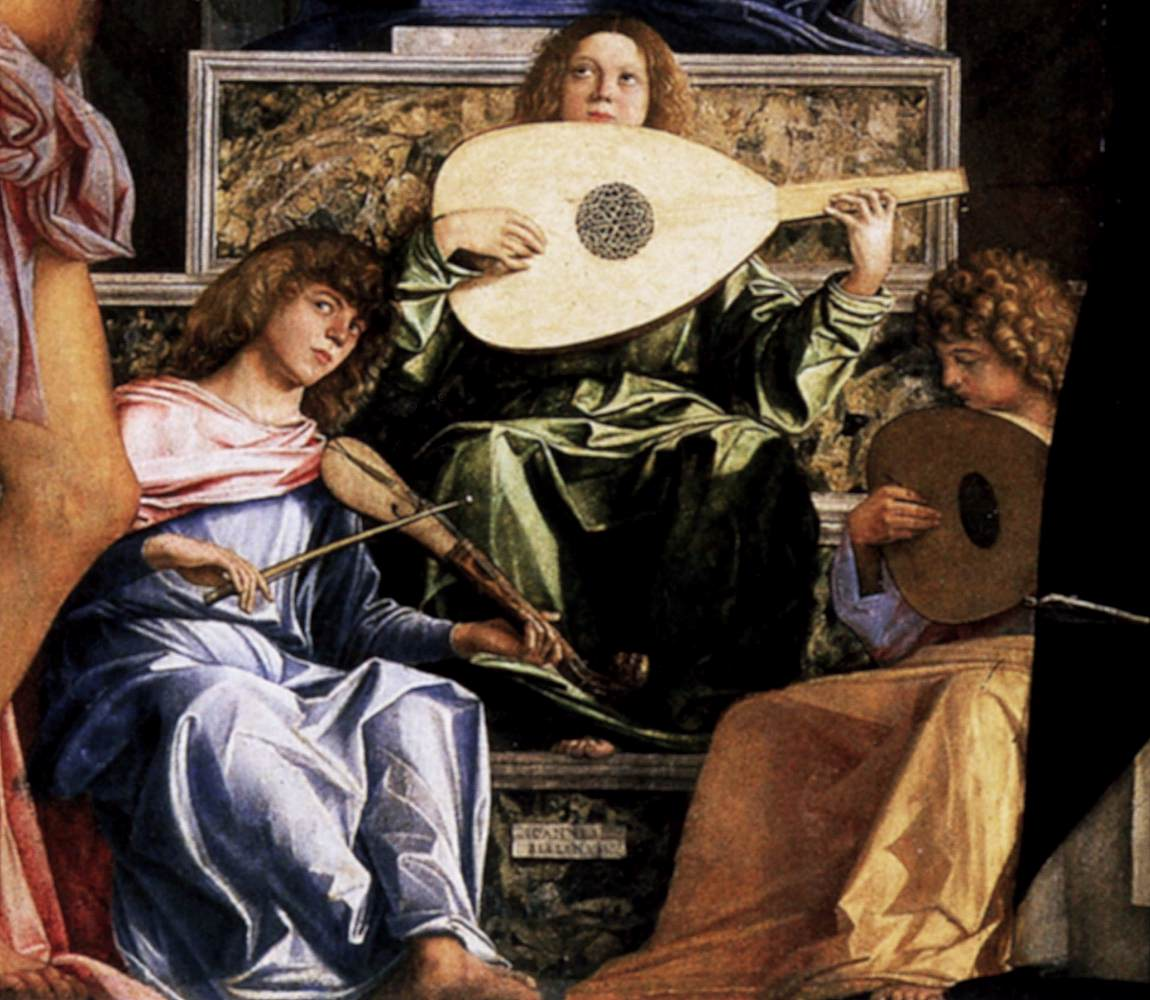
Les Anges musiciens.
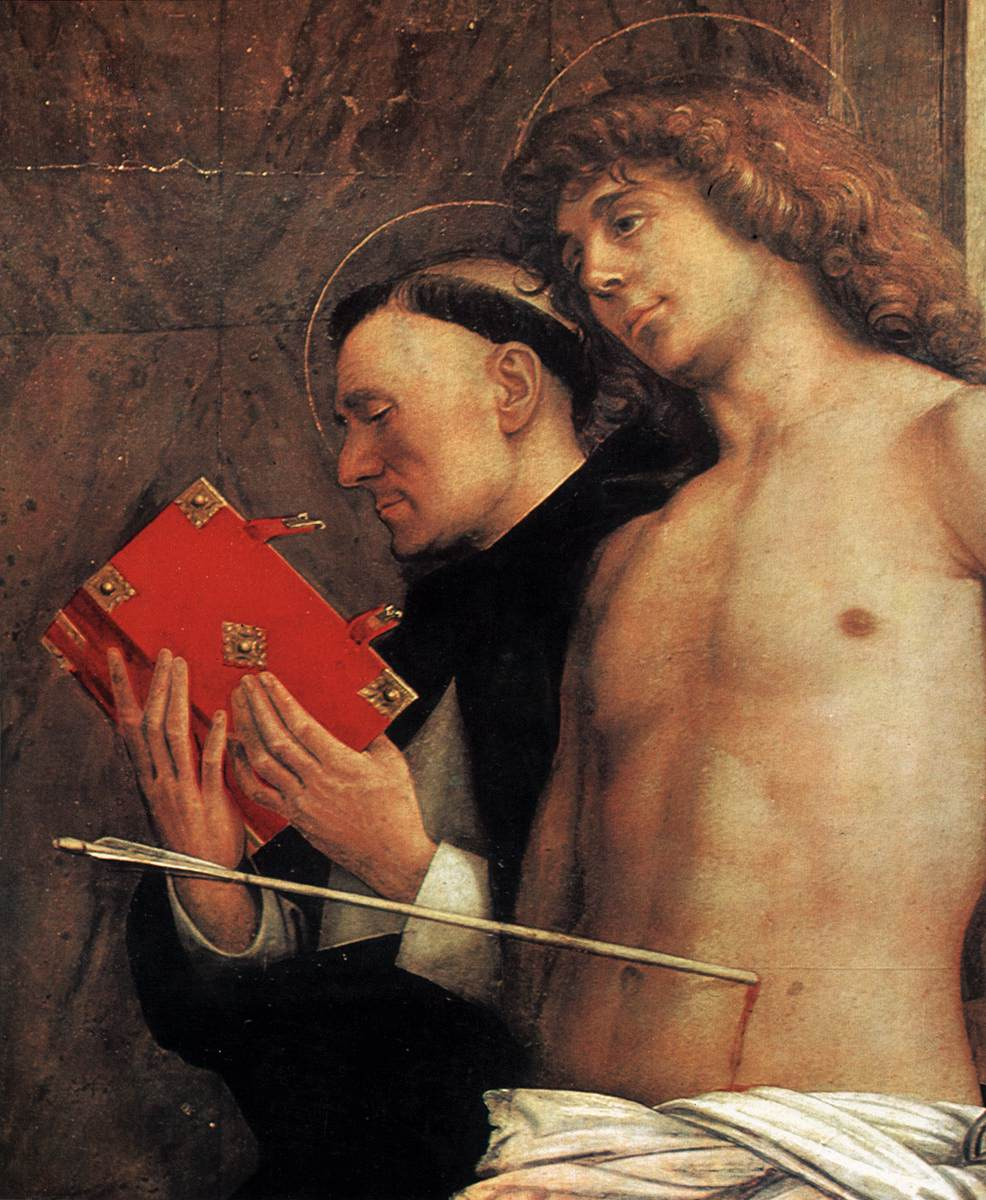
Les saints Dominique et Sébastien.

## Postérité
Le tableau fait partie du musée imaginaire de l'historien français Paul Veyne, qui le décrit dans son ouvrage justement intitulé Mon musée imaginaire.

## Source de traduction
- (it) Cet article est partiellement ou en totalité issu de l’article de Wikipédia en italien intitulé « Pala di San Giobbe » (voir la liste des auteurs).